# Riese: Kingdom Falling
Riese: Kingdom Falling est une série web et télévisée canadienne de science-fiction d'influence steampunk et fantasy en dix épisodes d'environ 10 minutes, diffusée sur internet à partir du 2 novembre 2009, puis sur la chaîne télévisée américaine Syfy du 26 octobre 2010 au 29 mars 2011, et au Canada sur Space.
En France, Syfy diffuse la série sur internet à partir du 5 avril 2011, et à l'écran le 26 avril 2011, et au Québec en ligne le 14 juillet 2011 sur le site web de Ztélé.

## Synopsis
La série raconte l'histoire de la princesse Riese, traquée par un groupe de fanatiques religieux nommé La Secte.

## Distribution
- Christine Chatelain : Riese
- Tundra : Fenrir, le compagnon de Riese, un loup
- Amanda Tapping : Narration (série télé seulement)
- Sharon Taylor (VF : Laurence Charpentier) : Empress Amara
- Ben Cotton : Magister Herrick
- Patrick Gilmore (VF : Stéphane Pouplard) : Trennan
- Ryan Robbins (VF : Damien Boisseau) : Rand
- Alessandro Juliani : Garin
- Emilie Ullerup : Aliza
- Allison Mack (VF : Edwige Lemoine): Marlise

 Source et légende : version française (VF) sur RS Doublage

## Épisodes
1. Traquée (The Hunt)
2. L'Impasse (Bind)
3. L'Occupation (Fragments)
4. Le Trafic (Spares)
5. La Fuite (Dawn)
6. Vidar (Beast)
7. La Proie (Prey)
8. L'Endoctrinement (Indoctrination)
9. Le Châtiment (Retribution)
10. Le Face à face (Reunion)

## Commentaires
La web-série originale, Riese, était séparée en deux chapitres : les cinq premiers épisodes forment le Chapitre 1 : Helmkin, alors que le Chapitre 2 : Vidar débute avec Beast. À la suite de la vente des droits de diffusion de la série à Syfy, les épisodes en ligne ont été retirés.
Pour la version télé en anglais, la voix d'Amanda Tapping a été ajoutée pour la narration.